# James Lick
James Lick (ur. 25 sierpnia 1796 w Slumpstown, zm. 1 października 1876 w San Francisco) – amerykański stolarz, budowniczy fortepianów, inwestor, milioner, filantrop, sponsor nauki. W momencie śmierci był najbogatszym człowiekiem w Kalifornii, sfinansował budowę największego (w latach 80. XIX wieku) teleskopu na świecie.

## Życiorys
Urodził się w Slumpstown, obecnie Fredericksburg w Pensylwanii, był synem stolarza i w młodości kształcił się w tym fachu. W wieku 21 lat przeniósł się do Baltimore, gdzie zaczął uczyć się technik wytwarzania fortepianów. Wkrótce przeniósł się do Nowego Jorku, gdzie otworzył własny warsztat produkujący te instrumenty. Po stwierdzeniu wielkiego popytu na fortepiany i pianina w Ameryce Południowej w wieku 25 lat przeniósł się do Argentyny, jednak nieznajomość języka hiszpańskiego i niestabilna sytuacja polityczna w tym kraju spowodowały, że Lick w roku 1825 wybrał się do Europy. Później z różnymi przygodami przenosił się kilkakrotnie między Ameryką Południową (Argentyna, Urugwaj, Chile, Peru) i Stanami Zjednoczonymi (Pensylwania). Wreszcie w 1848 roku osiadł w Kalifornii, gdzie założył – wraz z Domingo Ghirardelli – fabrykę czekolady.
W tym samym czasie Lick zaczął inwestować w nieruchomości w małej wiosce o nazwie San Francisco i jej okolicach. gorączka złota w San Francisco, jaka wkrótce nastała, spowodowała ogromny wzrost cen nieruchomości, co stało się podstawą fortuny Licka.
Na początku lat 70. XIX wieku Lick zaczął zastanawiać się, jak wydać zgromadzony majątek. Początkowo rozważał m.in. budowę ogromnych pomników, upamiętniających jego i jego rodziców. Jednak został przekonany przez George’a Davidsona, prezesa Kalifornijskiej Akademii Nauk, aby przekazał swój majątek na budowę największego obserwatorium astronomicznego na świecie i inne cele publicznego pożytku.
Po śmierci Licka jego ciało zostało umieszczone pod kopułą budowanego wtedy największego na świecie teleskopu, który otrzymał nazwę Teleskopu Jamesa Licka.

## Darowizna Licka
W 1874 roku Lick przekazał 3 miliony dolarów amerykańskich (po uwzględnieniu inflacji ta kwota jest równowartością około 120 mln $ z 2011 roku) m.in. na następujące cele:
- 700 000 dolarów na budowę Obserwatorium Licka
- 150 000 dolarów na budowę łaźni publicznych w San Francisco
- 540 000 dolarów na budowę California School of Mechanic Arts
- 100 000 dolarów na budowę 3 pomników dotyczących historii Kalifornii, które stanęły przed ratuszem w San Francisco
- 60 000 dolarów na budowę Golden Gate Park w celu uhonorowania Francisa Scotta Keya, autora hymnu Stanów Zjednoczonych Ameryki.